# Merita Çoçoli
Merita Çoçoli (ur. 22 listopada 1958 w Maliq) – albańska aktorka i dziennikarka.

## Życiorys
W 1977 ukończyła studia na wydziale aktorskim Instytutu Sztuk w Tiranie. Po studiach rozpoczęła pracę w teatrze Andona Zako Cajupiego w Korczy. W latach 90. rozpoczęła współpracę z telewizją albańskojęzyczną, działającą w Skopje. Dla niej zrealizowała film dokumentalny Daleko od zemsty (alb. Larg hakmarrjes), który został wyróżniony na XII Festiwalu Filmów Albańskich w Tiranie (2006).
Na dużym ekranie zadebiutowała w roku 1985 rolą w filmie Dasma e shtyrё. Potem zagrała jeszcze w 7 filmach fabularnych.

## Role filmowe
- 1985: Dasma e shtyrё
- 1985: Pranverё e hidhur
- 1985: Tё mos heshtёsh
- 1986: Binarёt jako Alma
- 1986: Dasem e çuditëshme
- 1986: Eja! jako Lula
- 1987: Pёrsёri pranverё jako agronom
- 1990: Jeta nё duart e tjetrit jako żona Spiro
- 2007: Time of the Comet